# برای او زنده‌ام
برای او زنده‌ام (به ایتالیایی: Vivo per lei) تک‌آهنگی از هنرمند اهل ایتالیا، آندریا بوچلی است که در سال ۱۹۹۶ میلادی منتشر شد. آندریا بوچلی این ترانه را به زبان‌های اسپانیایی همراه با مارتا سانچز، به فرانسه با هلن سگارا، به آلمانی با جودی ویس و پرتقالی با سندی له‌لیما اجرا کرده است.